# Étienne André François de Paule de Fallot de Beaumont de Beaupré
Pour les articles homonymes, voir Fallot, Beaumont et Beaupré.
Étienne André François de Paule de Fallot de Beaumont de Beaupré, né le 1er avril 1750 à Avignon (Vaucluse) et mort le 26 octobre 1835 à Paris, est un prélat français.

## Famille
Son père, Jean Joseph Albert Fallot de Beaumont de Beaupré (1711-1805) épouse en 1741 Jeanne Anne Mazade, sœur de Guillaume Mazade de Saint-Bresson, le Trésorier des États de la Province du Languedoc.
Son frère aîné, Antoine Joseph Michel Fallot de Beaumont (1746-1824) est lieutenant au Régiment des Gardes françaises. Il épouse en 1808 Adélaïde Marguerite Desmart (1766-1851) Tenancière de maison de jeu à Paris.
Sa sœur, Marie Françoise Félicité Fallot de Beaumont (1755-1838) épouse en 1774 Jean Baptiste Guillaume L'Espine du Puy (1747-1819), officier au régiment de Custine dragons.

## Biographie
Destiné dès son jeune âge à l'état ecclésiastique, il fut chanoine de la cathédrale d'Agde et grand vicaire de Blois. Il « obtint » en 1781 l'abbaye de Sept-Fontaines, dans le diocèse de Langres, et parvint bientôt à de plus hautes dignités : il fut nommé, le 16 décembre 1782, coadjuteur de Vaison (Comtat Venaissin). Nommé le même jour évêque titulaire de Sébastopolis (Géorgie), il fut consacré dès le 21 décembre par le cardinal Henri Benoît Stuart. Il devint évêque de Vaison en 1786.
Mais l'évêché de Vaison fut supprimé en 1790, et l'évêque fut dénoncé par Bouche à l'Assemblée constituante de 1789 comme s'étant publiquement réjoui de massacres de patriotes.
Fallot de Beaumont dut se retirer en Italie ; il séjourna pendant plusieurs années dans les États pontificaux ; puis il revint en France, et se tint caché à Marseille sous le Directoire.
Le coup d'État du 18 brumaire le rappela aux honneurs. Nommé évêque de Gand par le Premier consul, il passa le 22 mars 1807 à l'évêché de Plaisance, avec une mission secrète de l'Empereur relative aux affaires de l'Italie. Fallot de Beaumont était dévoué à Napoléon Ier. Créé baron de l'Empire le 7 juin 1808, il assista au concile convoqué à Paris en 1811, et fut de la députation des huit prélats envoyés à Savone pour essayer d'arracher au pape quelques concessions. 
En 1813, il fut promu à l'archevêché de Bourges, prêta le serment entre les mains de l'impératrice Marie-Louise, alors régente, car le pape ne donnait plus de bulles aux évêques, et s'efforça de ne mécontenter ni le pape ni l'empereur. Aussi fut-il chargé, cette même année, de se rendre à Fontainebleau pour faire à Pie VII des propositions en vue d'un rapprochement ; mais le pape se montra décidé à n'entrer en pourparlers que lorsqu'il serait de retour à Rome. Une seconde tentative en 1814 n'eut pas de meilleurs résultats.
Titré comte de l'Empire le 10 janvier 1814, Fallot de Beaumont se trouvait à Bourges au moment de la première Restauration ; il officia dans la cathédrale le jour de Pâques et entonna le Te Deum célébrant le retour des Bourbons, puis il quitta son diocèse pour venir à Paris.
Il eut alors, en raison des missions remplies par lui à Plaisance pour le compte de l'Empereur, des difficultés à la cour de Rome : déjà désavoué par le cardinal Pacca, pro-secrétaire d'État, le pape lui refusa l'agrément pour Bourges, il dut quitter son siège.
Le retour de Napoléon, en mars 1815, donna à Fallot de Beaumont de nouvelles espérances : premier aumônier de l'Empereur, il fut appelé (2 juin 1815) à faire partie de la Chambre des pairs, dite « des Cent-Jours » et ce fut lui qui, à la cérémonie du Champ-de-Mai (1er juin 1815), reçut de Napoléon Ier le serment de fidélité à la nouvelle constitution sur les Évangiles.
Lors de la seconde Restauration, il fut obligé de se démettre de son siège (7 mai 1817). Il se fixa alors à Paris, où il vécut jusqu'en 1835, d'une pension de 12 000 francs que le pape lui avait assignée.
L'archevêque de Paris lui administra les derniers sacrements et dit l'absoute à ses obsèques. Fallot de Beaumont était officier de la Légion d'honneur.
Au cours de son épiscopat, Fallot de Beaumont fut coconsécrateur principal de :
- Hugues de La Tour d'Auvergne-Lauraguais (évêque d'Arras),
- Charles III Brault (évêque de Bayeux puis archevêque d'Albi),
- Hilarion-François de Chevigné de Boischollet (évêque de Sées),
- Claude de Bexon (évêque de Namur),
- Nicolas-Marie Fournier de La Contamine (évêque de Montpellier),
- Gaspard-André Jauffret (évêque de Metz),
- Fabien-Sébastien Imberties (évêque d'Autun).

## Honneurs et distinctions

### Décorations
- Officier de la Légion d'honneur ;
- Chevalier de l'ordre de la Réunion ;
- Commandeur de l'ordre sacré et militaire constantinien de Saint-Georges (17 juin 1817) :
  - Voici un extrait de sa lettre de nomination au grade de commandeur, datée de Sala près de Parme le 17 juin 1817 et signée par le connétable de l’ordre, le lieutenant-général comte de Neiperg, chevalier d'honneur de Sa Majesté :

« Sa Majesté Madame l’Archiduchesse, Duchesse de Plaisance, (…) a daigné (le) nommer Commandeur de son Ordre Constantinien Angélique de Saint-Georges (…), preuve de sa satisfaction particulière pour les services qu’il a été dans le cas de rendre au Diocèse de Plaisance durant l’époque qu’il en a occupé le siège épiscopal (…). »

### Titres
- Baron de l'Empire (7 juin 1808) ;
- Comte de l'Empire (10 janvier 1813).
- Premier aumônier de l'empereur Napoléon Ier (mars 1815
- Pair de France (2 juin 1815

### Armoiries
- « Armes des Fallot de Beaumont de Beaupré sous l'Ancien Régime : D'azur, à une croix de Jérusalem d'argent. Couronne de marquis. Supports: deux lions[2]. »
- « Armes de comte de l'Empire : Coupé : au I, parti des Comtes archevêque et d'azur à la croix potencée d'argent cantonnée de quatre croisettes de même ; au second d'or à deux lions adossés de sable.[3] »